# Sri Vikrama Rajasinha
 (juin 2024).

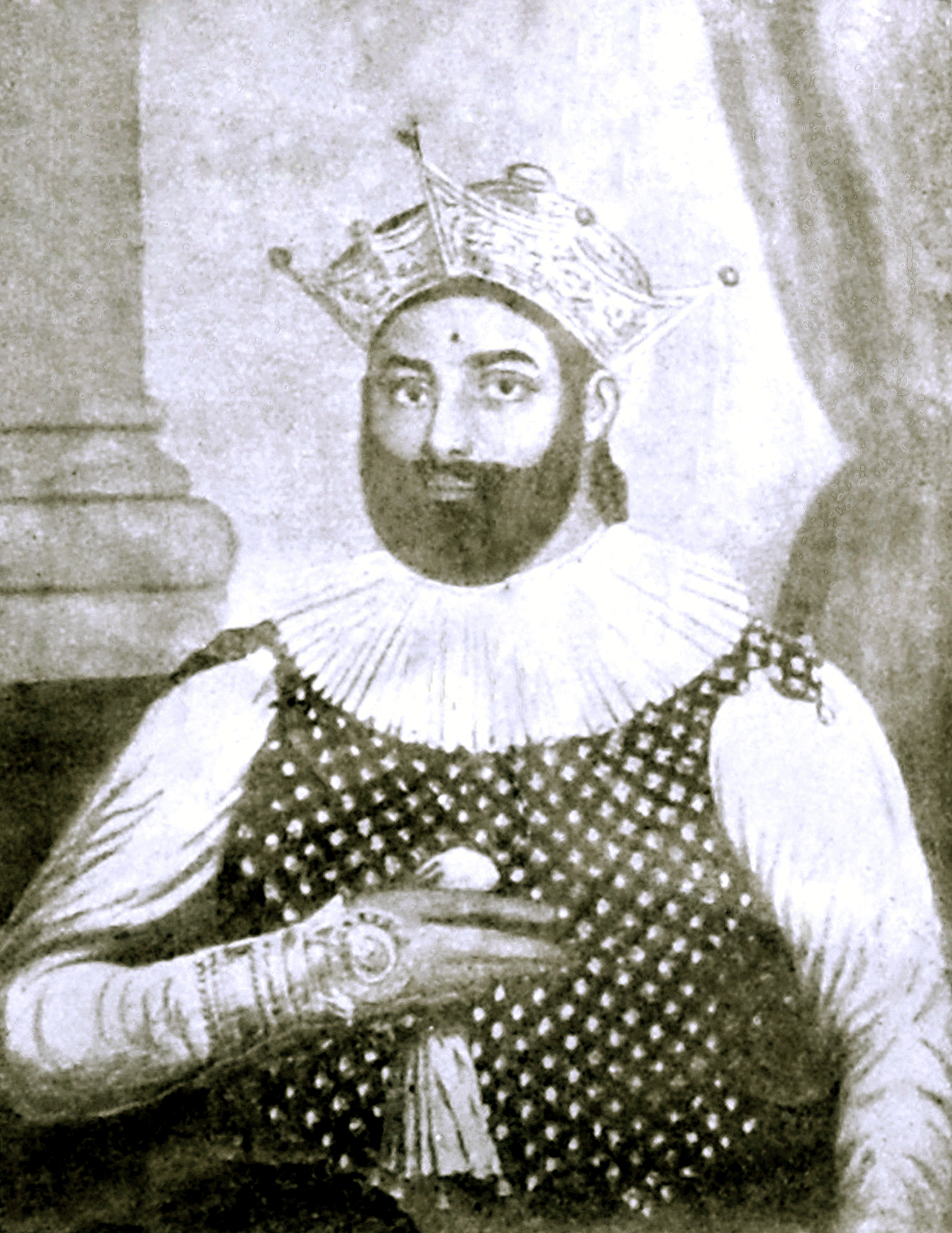
Sri Vikrama Rajasinha.

Sri Vikrama Rajasinha (né vers 1780 - 30 janvier 1832), né Kannaswamy Nayak, est le dernier souverain du royaume de Kandy, dans l'actuel Sri Lanka. 

## Biographie
Le prince Kannusami, couronné le 17 juillet 1798, sous le nom royal de « Sri Vikrama Rajasinha » est le dernier des quatre souverains de la dynastie Nayak de Madurai à avoir régné à Kandy. Il est finalement capturé par les Britanniques le 18 février 1815 et destitué le 2 mars sous les termes de la convention de Kandy. Il est ensuite déporté avec sa famille à Vellore, dans le Tamil Nadu, où il meurt le 30 janvier 1832.